# ラパス
ヌエストラ・セニョーラ・デ・ラ・パス（西: Nuestra Señora de La Paz）、通称ラパスは、ボリビア多民族国の首都。憲法上の首都はスクレであるが、ラパスは行政・立法府のある事実上の首都である。これは、1825年の独立以来首都であったスクレを基盤にしていた保守党政権を、1899年の「連邦革命」によってラパスを拠点とした自由党が打倒し、議会と政府をスクレからラパスに遷したからである。なお、現在も最高裁判所はスクレに存在する。

## 歴史
かつてのインカ帝国支配地は、スペイン国王カルロス1世（神聖ローマ皇帝としてはカール5世）によって、 ペドロ・デ・ラ・ガスカに委任された。
ガスカは、アロンソ・デ・メンドーサに、 ペルーの征服終結を記念した新しい都市を建設するように命令を出した。1548年10月20日にアロンソ・デ・メンドーサにより、アルト・ペルー南部の鉱山と太平洋岸のペルー副王領の主都リマとの中継地点として、ラパス市が建設された。建設当時の名称はヌエストラ・セニョーラ・デ・ラ・パス市（La Ciudad de Nuestra Señora de La Paz、「我らが平和の母の街」の意）であり、現在のラパス市の西隣にある高地のラハ (Laja) という場所が中心であった。しかし、ラハは谷の上にあり風の影響を強く受け、また、ラパス近郊には金があったこともあって風の影響の弱い現在の谷底に中心が移された。1549年、ホアン・グティエレス・パニアグアは、公共区域、公共広場、官庁街、大聖堂の場所を選定する都市計画を設計するように命じられた。現在はムリーリョ広場として知られているスペイン広場が、メトロポリタン聖堂や、政府系の建物を建てる場所に選定された。1549年に建設が開始されたサンフランシスコ教会は1610年に積雪によって倒壊したが、1744年より再建が始められ、1784年にアンデス・バロック様式の教会堂として落成した。植民地時代を通じてスペインは、ラパスを確固として支配し、スペイン国王がすべての政治的事項に関し、最終的な決定権を有した。
1781年にトゥパク・カタリの指導の下、計6ヶ月の間、アイマラ人がラパスを包囲し、教会や政府の所有物を破壊した。30年後、インディオがラパスを2ヶ月包囲した。この時、この場所でエケコの伝説が生まれた。
1809年にスペイン支配からの独立を求め、ラパス革命が始まった（ボリビア独立戦争の中心地のひとつ）。1809年7月16日、ペドロ・ドミンゴ・ムリーリョは、「ボリビア革命は、誰も消すことのできない独立の火を灯すことである（Bolivian revolution was igniting a lamp that nobody would be able to turn-off）」と述べた。これは南アメリカ諸国のスペイン支配からの解放が始まったことを意味した。ペドロ・ドミンゴ・ムリーリョはその晩スペイン広場で絞首刑となったが、ムリーリョの名前は広場の名前として永遠に残り、南米において「革命の声」として記憶された。1825年12月9日のイスパノアメリカ独立戦争におけるアヤクーチョの戦いでのスペイン軍に対する、アントニオ・ホセ・デ・スクレ将軍率いる大コロンビア共和国軍の決定的勝利の後、街の名前は、ラ・パス・デ・アヤクーチョ (「アヤクーチョの平和」の意味)に変更された。スクレはこの戦いの後、ベネズエラ人でありながらも、新たに独立したボリビア共和国の実質的な初代大統領になった。
1898年、ラパス市は事実上の首都となったが、スクレ市は名目上の歴史的な首都、および憲法上の首都として残った。これは19世紀末から20世紀初頭にかけてほとんど枯渇していたポトシ銀山とスクレ市を背景とする保守党勢力から、オルロ近郊の錫とラパスを基盤とする自由党勢力に、政治、経済がシフトしたことを反映するものであり、それまでの保守支配層に替わって新たに自由党系の「ロスカ」と呼ばれる寡頭支配層が、1929年の世界恐慌で打撃を受けるまでエリートとして君臨した。
1950年の国勢調査では、ラパス市の人口は290,731人であった。

## 地理

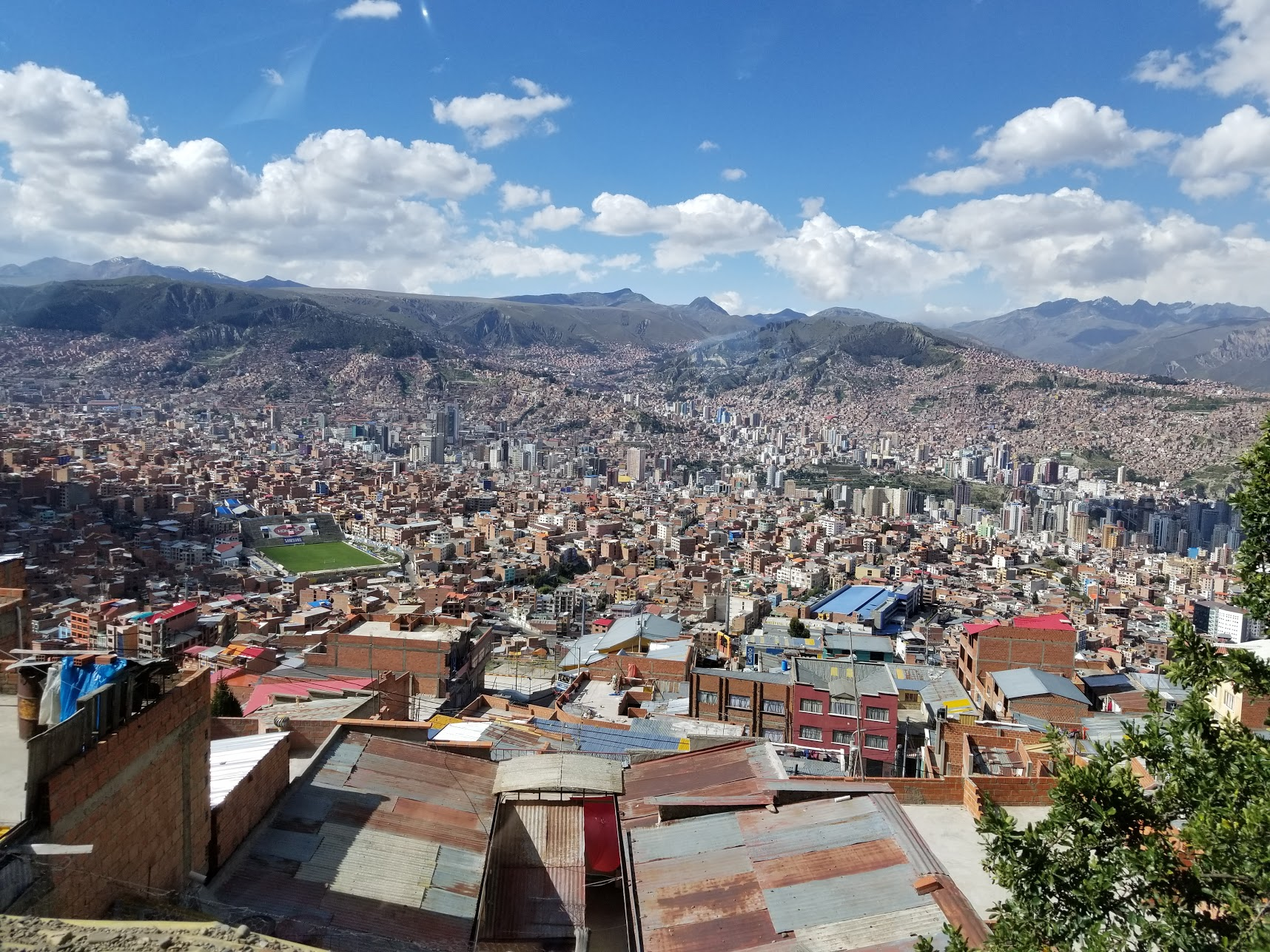
La ciudad de La Paz

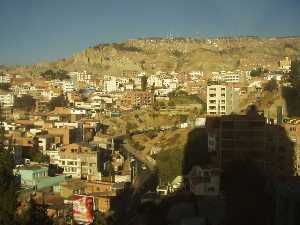
ラパス市からエルアルト市方向を望む

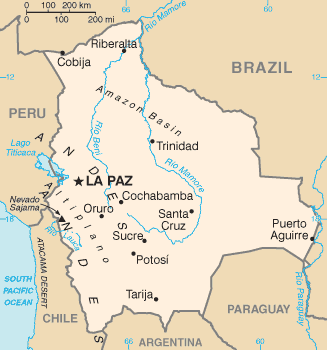
ボリビア

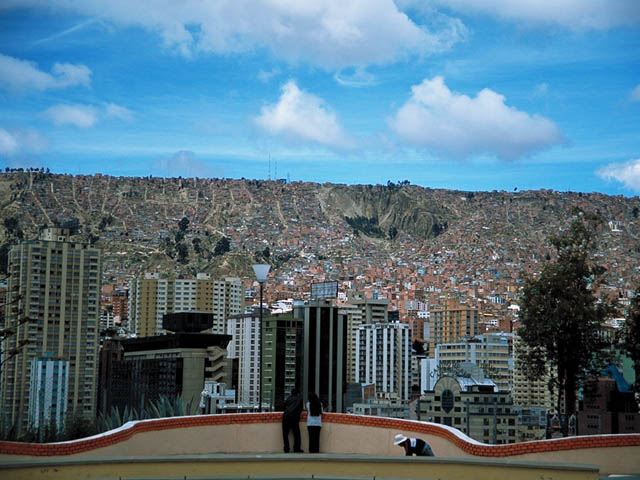
ラパス市・ライカコタ公園からの風景

中心街の標高は3600m強で、すり鉢状の地形を持つ。その高さから雲の上の町と呼ばれる。おおざっぱに言うと、すり鉢の底の部分に高所得者が、縁の部分に低所得者が住んでいる。現在に至るまで人口は増え続けており、すり鉢の内側はほぼ飽和したために隣のエル・アルト（El Alto）に市街地が拡大している。そのため、市街地の上と下で、700mほどの標高差があると言われる。
山岳地域からの雪解け水や地下に水脈があるため、水に不自由することはほとんど無いが、インフラ整備が遅れているため、断水することがしばしばある。近年急速に人口が増加してきている地域では上下水道などのインフラ整備が追いつかず、衛生的な水は不足することがある。下水道が貧弱なため、ちょっとした大雨でも道路が冠水しやすい。そのため、2002年2月には、50人以上の犠牲者を出す水害も発生している。

## 気候
標高が高く、気候は高山気候に属する。降雪もしばしば観測される。
| ラパス (標高4,012 m)の気候                          | ラパス (標高4,012 m)の気候 | ラパス (標高4,012 m)の気候 | ラパス (標高4,012 m)の気候 | ラパス (標高4,012 m)の気候 | ラパス (標高4,012 m)の気候 | ラパス (標高4,012 m)の気候 | ラパス (標高4,012 m)の気候 | ラパス (標高4,012 m)の気候 | ラパス (標高4,012 m)の気候 | ラパス (標高4,012 m)の気候 | ラパス (標高4,012 m)の気候 | ラパス (標高4,012 m)の気候 | ラパス (標高4,012 m)の気候 |
| 月                                                  | 1月                        | 2月                        | 3月                        | 4月                        | 5月                        | 6月                        | 7月                        | 8月                        | 9月                        | 10月                       | 11月                       | 12月                       | 年                         |
| --------------------------------------------------- | -------------------------- | -------------------------- | -------------------------- | -------------------------- | -------------------------- | -------------------------- | -------------------------- | -------------------------- | -------------------------- | -------------------------- | -------------------------- | -------------------------- | -------------------------- |
| 最高気温記録 °C （°F）                              | 27 (81)                    | 20 (68)                    | 26 (79)                    | 30 (86)                    | 30 (86)                    | 23 (73)                    | 22 (72)                    | 21 (70)                    | 23 (73)                    | 22 (72)                    | 22 (72)                    | 22 (72)                    | 30 (86)                    |
| 平均最高気温 °C （°F）                              | 12 (54)                    | 13 (55)                    | 13 (55)                    | 13 (55)                    | 13 (55)                    | 12 (54)                    | 12 (54)                    | 13 (55)                    | 13 (55)                    | 14 (57)                    | 15 (59)                    | 14 (57)                    | 13 (55)                    |
| 日平均気温 °C （°F）                                | 8.2 (46.8)                 | 8.2 (46.8)                 | 8.1 (46.6)                 | 7.7 (45.9)                 | 6.6 (43.9)                 | 5.4 (41.7)                 | 5.1 (41.2)                 | 6.1 (43)                   | 6.9 (44.4)                 | 8.2 (46.8)                 | 8.9 (48)                   | 8.8 (47.8)                 | 7.35 (45.24)               |
| 平均最低気温 °C （°F）                              | 3 (37)                     | 3 (37)                     | 3 (37)                     | 2 (36)                     | 0 (32)                     | −2 (28)                    | −2 (28)                    | −1 (30)                    | 0 (32)                     | 2 (36)                     | 3 (37)                     | 3 (37)                     | 1 (34)                     |
| 最低気温記録 °C （°F）                              | 0 (32)                     | 0 (32)                     | −2 (28)                    | −2 (28)                    | −11 (12)                   | −11 (12)                   | −10 (14)                   | −10 (14)                   | −7 (19)                    | −3 (27)                    | −3 (27)                    | −5 (23)                    | −11 (12)                   |
| % 湿度                                              | 78                         | 78.4                       | 77.3                       | 70.1                       | 54.9                       | 51.2                       | 52.6                       | 53.8                       | 59.9                       | 62.5                       | 62                         | 71.2                       | 64.3                       |
| 出典1：Weatherbase                                  |                            |                            |                            |                            |                            |                            |                            |                            |                            |                            |                            |                            |                            |
| 出典2：Climatebase.ru (mean temperatures, humidity) |                            |                            |                            |                            |                            |                            |                            |                            |                            |                            |                            |                            |                            |

| ラパス (標高 3,250 m)の気候 | ラパス (標高 3,250 m)の気候 | ラパス (標高 3,250 m)の気候 | ラパス (標高 3,250 m)の気候 | ラパス (標高 3,250 m)の気候 | ラパス (標高 3,250 m)の気候 | ラパス (標高 3,250 m)の気候 | ラパス (標高 3,250 m)の気候 | ラパス (標高 3,250 m)の気候 | ラパス (標高 3,250 m)の気候 | ラパス (標高 3,250 m)の気候 | ラパス (標高 3,250 m)の気候 | ラパス (標高 3,250 m)の気候 | ラパス (標高 3,250 m)の気候 |
| 月                          | 1月                         | 2月                         | 3月                         | 4月                         | 5月                         | 6月                         | 7月                         | 8月                         | 9月                         | 10月                        | 11月                        | 12月                        | 年                          |
| --------------------------- | --------------------------- | --------------------------- | --------------------------- | --------------------------- | --------------------------- | --------------------------- | --------------------------- | --------------------------- | --------------------------- | --------------------------- | --------------------------- | --------------------------- | --------------------------- |
| 最高気温記録 °C （°F）      | 25 (77)                     | 24 (75)                     | 24 (75)                     | 24 (75)                     | 22 (72)                     | 21 (70)                     | 22 (72)                     | 22 (72)                     | 27 (81)                     | 24 (75)                     | 25 (77)                     | 24 (75)                     | 27 (81)                     |
| 平均最高気温 °C （°F）      | 17 (63)                     | 17 (63)                     | 18 (64)                     | 18 (64)                     | 18 (64)                     | 17 (63)                     | 17 (63)                     | 17 (63)                     | 18 (64)                     | 19 (66)                     | 19 (66)                     | 18 (64)                     | 17.8 (64)                   |
| 平均最低気温 °C （°F）      | 6 (43)                      | 6 (43)                      | 6 (43)                      | 4 (39)                      | 3 (37)                      | 1 (34)                      | 1 (34)                      | 2 (36)                      | 3 (37)                      | 4 (39)                      | 6 (43)                      | 6 (43)                      | 4.0 (39.2)                  |
| 最低気温記録 °C （°F）      | 1 (34)                      | 2 (36)                      | 2 (36)                      | −1 (30)                     | −1 (30)                     | −3 (27)                     | −3 (27)                     | −3 (27)                     | −1 (30)                     | −1 (30)                     | −1 (30)                     | 2 (36)                      | −3 (27)                     |
| 降水量 mm （inch）          | 114 (4.49)                  | 107 (4.21)                  | 66 (2.6)                    | 33 (1.3)                    | 13 (0.51)                   | 8 (0.31)                    | 10 (0.39)                   | 13 (0.51)                   | 28 (1.1)                    | 41 (1.61)                   | 48 (1.89)                   | 94 (3.7)                    | 575 (22.64)                 |
| 平均降水日数                | 21                          | 18                          | 16                          | 9                           | 5                           | 2                           | 2                           | 4                           | 9                           | 9                           | 11                          | 18                          | 124                         |
| 平均月間日照時間            | 186                         | 141                         | 155                         | 180                         | 248                         | 270                         | 279                         | 248                         | 210                         | 186                         | 180                         | 186                         | 2,469                       |
| 出典：BBC Weather           |                             |                             |                             |                             |                             |                             |                             |                             |                             |                             |                             |                             |                             |

## 施設

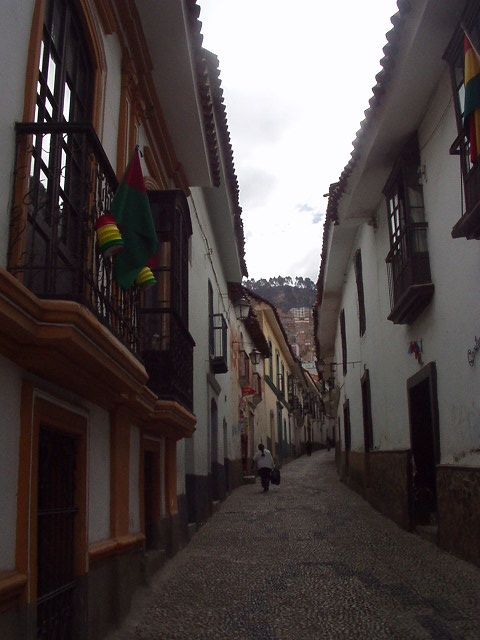
ハエン通り

大統領官邸カサ・グランデ・デル・プエブロ、国会議事堂、中央省庁、各国の大使館などが集中し、最高裁判所以外の首都機能はほぼすべてがこの市に集まっている。旧市街にあるムリリョ広場 (Plaza Murillo)の周辺はラパス大聖堂などの歴史的建築が立地し、伝統的に市の中心であるが、近年は谷の一番底にあたるプラド通り (El Prado) が商業的中心になってきており、その周囲には近代的な高層ビルが建ち並んでいる。
市の中心部のやや北側にある聖フランシスコ教会 (Iglesia de San Francisco) とそこから坂を上ってゆくサガルナガ通り (Calle Sagárnaga) が観光の中心になっており、アルパカや羊の毛で作ったセーター、タペストリーのような民芸品、銀製品、ケーナやチャランゴなどの民族楽器などを売る店が多く集まっている。
サガルナガ通りの近くには「魔女の市場 (Mercado de Brujas)」と呼ばれる通りがあり、キリスト教が浸透する以前からアイマラ族などで行なわれていた儀式に用いられる道具などが売られている。ここでは、各種ハーブやセラミックの人形、リャマの胎児のミイラなどが売られている（リャマの胎児のミイラは、家を新築する際に地面の下に埋めて家内安全を祈願するのに用いられる）。
黄金博物館 (Museo de Oro) などの4つの博物館があるハエン通り (Calle Jaen) は、スペイン統治時代の雰囲気を残す古い町並みで情緒がある。この通りにはマルカタンボ (Marca Tambo) というペーニャ（フォルクローレの生演奏を聴くことができるレストラン）がある。
市内北東部のミラフローレス地区にはエルナンド・シレス競技場がある。この競技場は2007年に国際サッカー連盟がその標高を理由に公認競技場からはずしたことで話題となった。現在は再びFIFAワールドカップ予選会場として認められている。

## 祭典
カーニバル（カルナバル、carnaval）の時（2月頃）とグラン・ポデール祭（El Gran PoderまたはLa Entrada Universitaria）の時（8月頃）には、中心のプラド通りとそれに続くマリスカル・サンタクルス通り (Av. Mariscal Santa Cruz) とモンテス通り (Av. Montes) で、パレードが行なわれる。吹奏楽団の演奏に合わせて民族衣装をまとった十数人から百数十人のグループが踊り歩く。踊りの内容はオルロのカーニバルとほぼ同じであるのでそちらも参照されたい。毎年1月24日にアラシタの祭が開かれる。詳細はエケコの記事を参照。

## 特色
空気が希薄であることと、ほとんどの家が「アドベ」とよばれる日干しレンガで造られていることから、火事はめったに発生しない。このため、ラパス市には消防署が存在しないということがしばしば言われるが、実際には消防署も消防車も存在する。空気が希薄なために、吸っていないタバコの火が消える、ビールやコーラが激しく泡立つ、袋菓子、シャンプーなどが膨張・破裂する、輸入品の粉クリームのふたを初めてあけるときに粉が吹き出るなど、高地特有の様々な現象が起きる。
酸素が不足するため、旅行者は高山病にかかりやすく、ひどい場合は嘔吐することもある。急な坂だらけの街であるので、長く住んでいる人でも息が切れて苦痛を感じることが多い。空港には酸素マスクが常備されている。高山病にかかったときにはコカ茶を飲むと症状が緩和される。
すり鉢状の盆地に都市が形成されており、周辺部の急峻な場所には先住民アイマラや貧困層が居住する日干し煉瓦でできた低層住宅が広がる。

## 交通
ラパスの空港であるエル・アルト国際空港は、正確に言うと隣接市であるエル・アルト市（標高4071mに位置し、世界で最も高い都市といわれる）の高原台地にあり標高差は約500mもある。峡谷盆地のラパス市内からは、すり鉢状の地形を螺旋状に上ってゆく高速道路を使って30分ほどで行くことができる。
サンタ・クルス・デ・ラ・シエラやコチャバンバなどの国内主要都市や、リマ、ボゴタ、サンパウロ、リオデジャネイロ、アスンシオンなどの近隣国の主要都市、またアメリカ合衆国のマイアミと結ぶ航空便が開設されている。
2014年には道路渋滞の緩和を目的として、ラパス中心部と近郊のエル・アルトなどとを結ぶロープウェイ「ミ・テレフェリコ」が開業した。

## 国際関係

### 姉妹都市･提携都市
姉妹都市
- アンドラ・ラ・ベリャ（アンドラ公国）
- アリカ（チリ共和国）
- アスンシオン（パラグアイ共和国）
- ボゴタ（コロンビア共和国）
- ブエノスアイレス（アルゼンチン共和国）
- カラマ（チリ共和国）
- カラカス（ベネズエラ共和国）
- クスコ（ペルー共和国）
- エンセナーダ（メキシコ合衆国）
- グアテマラシティ（グアテマラ共和国）
- ハバナ（キューバ共和国）
- リスボン（ポルトガル共和国）
- マドリード（スペイン王国）[13]
- マナグア（ニカラグア共和国）
- メリダ（ベネズエラ共和国）
- メキシコシティ（メキシコ合衆国）
- モンテビデオ（ウルグアイ東方共和国）
- パナマシティ（パナマ共和国）
- キト（エクアドル共和国）
- リオデジャネイロ（ブラジル連邦共和国）
- サンホセ（コスタリカ共和国）
- サンフアン（プエルトリコ自治連邦区）
- サンサルバドル（エルサルバドル共和国）
- サンティアゴ（チリ共和国）
- サントドミンゴ（ドミニカ共和国）
- サンパウロ（ブラジル連邦共和国）(1999)[14][15]
- スクレ（ボリビア共和国）
- 台北（中華民国）
- テグシガルパ（ホンジュラス共和国）

## 出身人物
- アルシデス・アルゲダス (小説家)
- エルネスト・カブール (チャランゴ奏者)
- アンドレス・デ・サンタ・クルス (政治家。 ペルー共和国7代大統領)
- ゴンサロ・サンチェス・デ・ロサダ (政治家。 ボリビア共和国74代、77代大統領)
- カルロス・メサ・ヒスベルト (政治家。 ボリビア共和国78代大統領)

## 脚註